# 海尔韦蒂湖国家公园
海尔韦蒂湖国家公园（芬蘭語：Helvetinjärven kansallispuisto，直译为“地狱湖国家公园”）是芬蘭的一個國家公園，位于芬兰的皮尔坎马区的鲁奥韦西市镇。海尔韦蒂湖国家公园面積49.8平方（19.2平方英里），成立於1982年。
国家公园内有海梅地区野生森林的典型代表。这块区域里由基岩断层形成的深邃峡谷和崎岖的风景。

## 生态
2010年，肆虐的暴风雨摧毁了国家公园的大片森林。风暴的痕迹使国家公园的自然景观变得多样化。倒下的树木腐烂，这有助于许多依赖腐烂木材的昆虫，例如甲虫和双翅目昆虫。

## 设施
国家公园设有餐厅、卫生间、淋浴、取水点、露营区、小屋出租和停车区。餐厅设有问讯处，出售纪念品与当地美食。国家公园内的农场有野猪和鸵鸟，可免费进入。

## 湖泊列表
- 海尔韦蒂湖国家公园湖泊列表（芬蘭語：Luettelo Helvetinjärven kansallispuiston järvistä）

## 图片

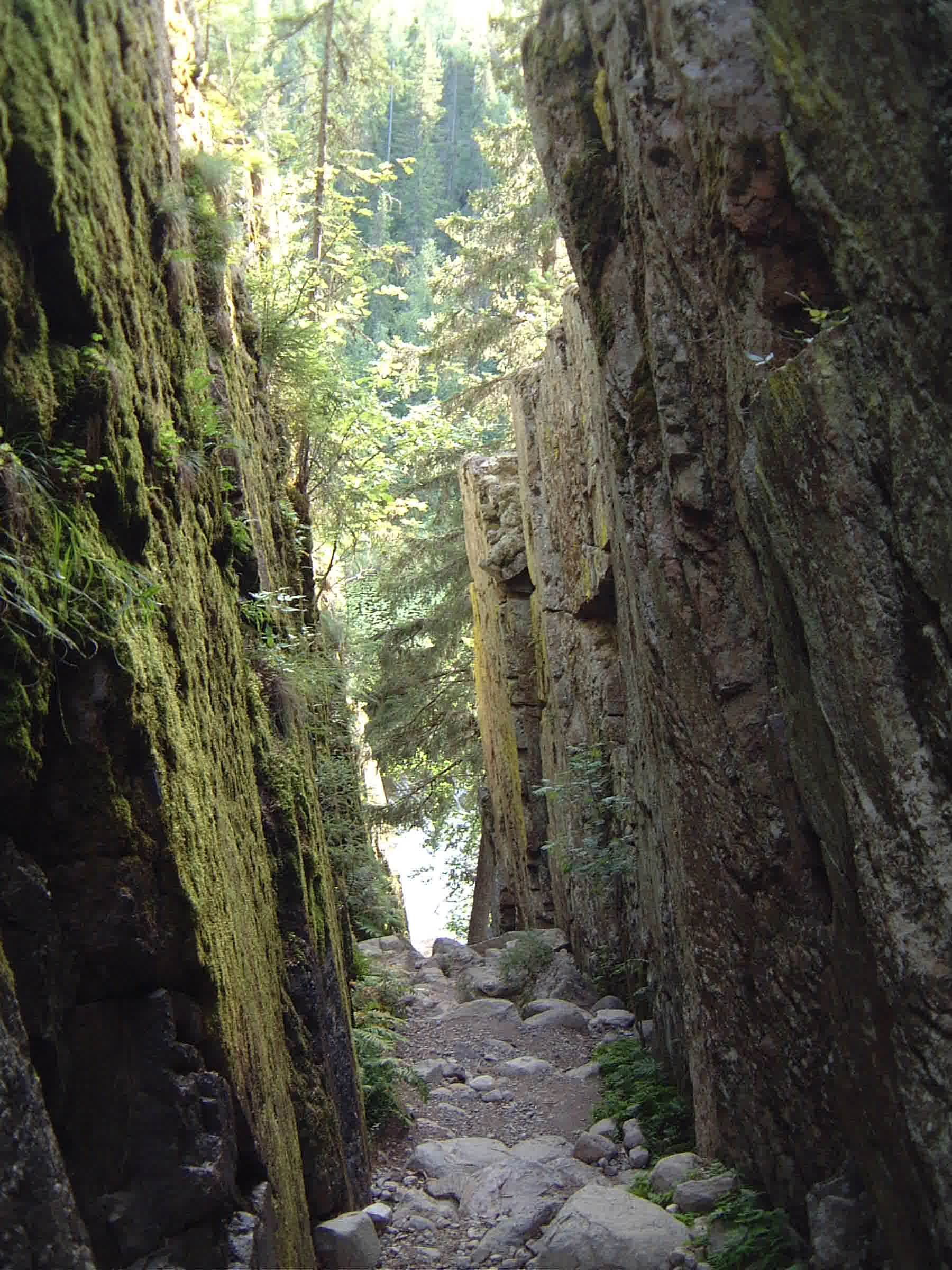
公园里的“一线天”
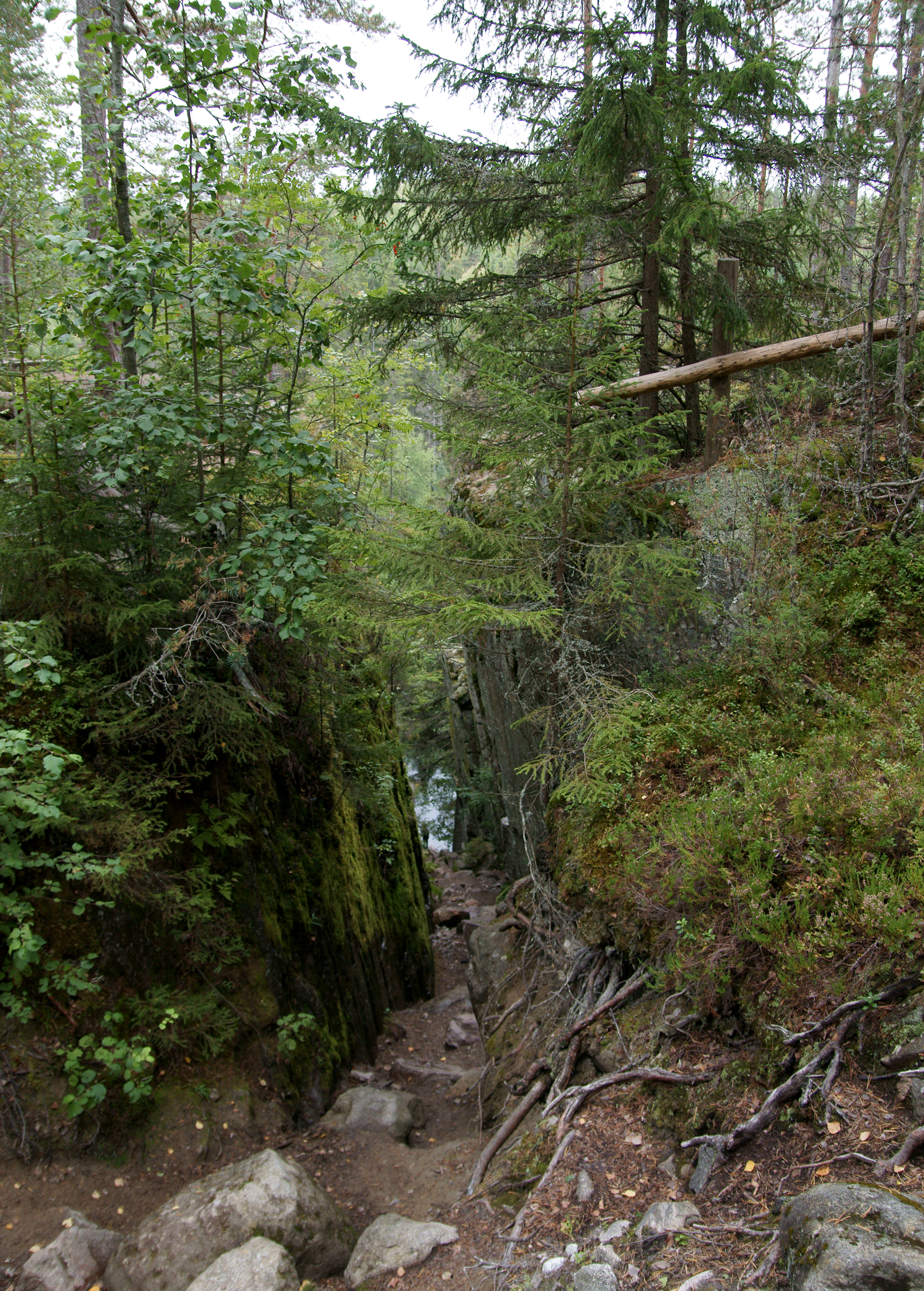
从上往下看
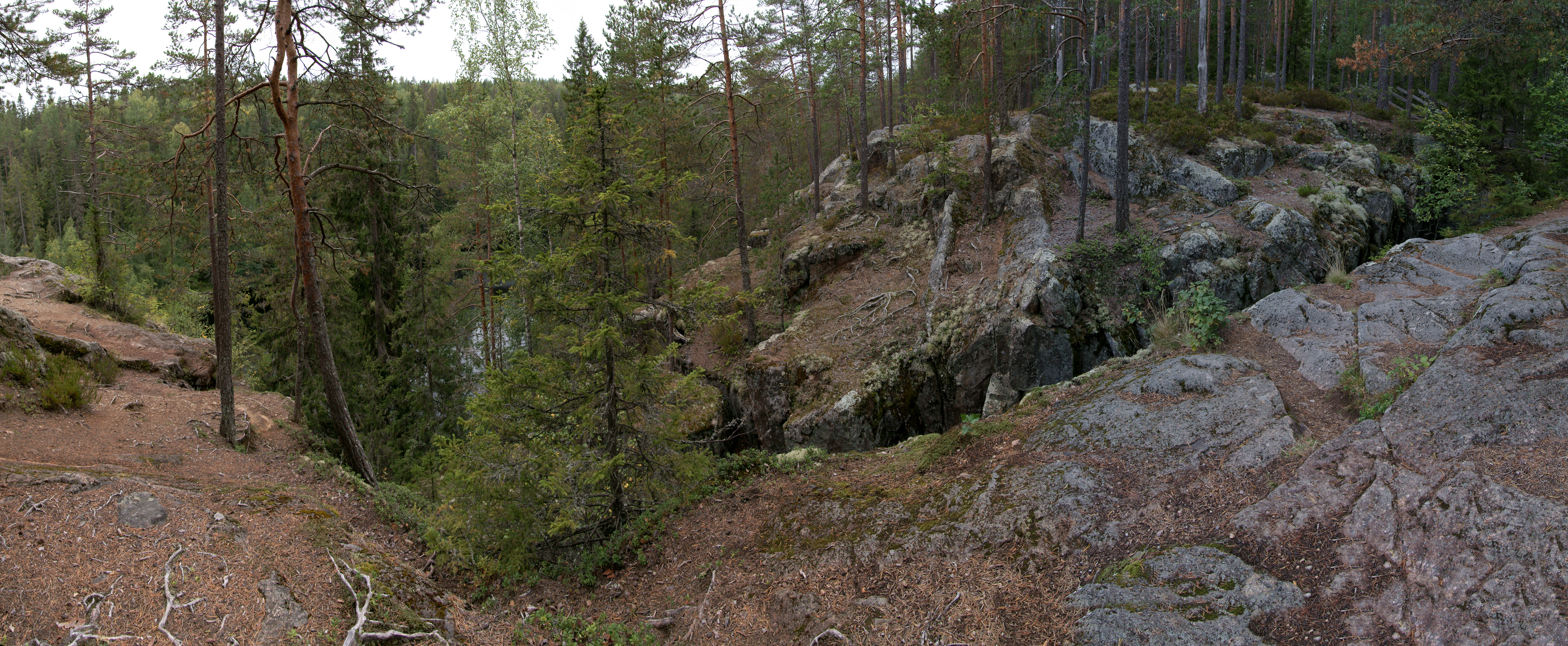
全景